# Alberte Pullman
Alberte Pullman (* als Alberte Bucher, 26. August 1920 in Nantes; † 7. Januar 2011) war eine französische theoretische Chemikerin (Quantenchemie, Biochemie).
Pullman studierte ab 1938 an der Sorbonne und war Schülerin von Raymond Daudel (ab 1943 beim CNRS), bei dem sie 1946 promoviert wurde. Danach heiratete sie Bernard Pullman, mit dem sie eng zusammenarbeitete und mehrere Bücher publizierte. Sie begründeten das von ihnen Quanten-Biochemie genannte Gebiet, die Anwendung der Quantenchemie auf Biomoleküle und in der Pharmakologie, darunter auch auf die molekulare Ursachen von Krebs. Schon 1946 behandelte sie in ihrer Doktorarbeit die karzinogenen Eigenschaften von Aromaten (und definierte dabei eine K-Region). Sie war Forschungsdirektorin des CNRS und Ehren-Direktorin der Abteilung theoretische Biochemie am Institut de Biologie Physico-Chimique in Paris.
Sie schrieb verschiedene Übersichtsartikel in Chemical Reviews (zuletzt 1991 über theoretische Untersuchungen zum Ionentransport durch biologische Membrane, ein Gebiet auf dem sie selbst aktiv war).
Sie war Mitglied der International Academy of Quantum Molecular Science (1985 bis 1991 war sie Präsidentin) und Ehrendoktor in Lüttich, Uppsala, Turin. Pullman erhielt den Prix Bonneau (1958) und de Saulces de Freycinet (1963) der französischen Akademie der Wissenschaften, 1956 den Prix Essec der Ligue Nationale contre le Cancer, 1984 den Cori Award des Roswell Park Memorial Institute und 1977 die Sir Yagdish Bose Medal der Academy of Medical Sciences of India.
Sie war Ritter der Ehrenlegion und Kommandeur des Ordre national du mérite.

## Schriften
- mit Bernard Pullman: Les Théories Electroniques de la Chimie Organique, Masson, Paris 1952 (Vorwort Louis de Broglie)
- mit Bernard Pullman: Cancérisation par les substances Chimiques et Structure Moléculaire, Masson, Paris 1955
- mit Bernard Pullman: Quantum Biochemistry, New York: Interscience 1963 (französische Ausgabe La Biochimie Electronique, PUF, Paris 1963)